# Harold M. Shaw
Harold Marvin Shaw (Brownsville, 3 novembre 1877 – Los Angeles, 30 gennaio 1926) è stato un regista e attore statunitense.

## Biografia
Nato nel Tennessee nel 1877, Shaw iniziò a lavorare nel cinema come attore. Fece il suo debutto nel 1909 in Lochinvar, un film prodotto dall'Edison Studios, la compagnia per cui lavorò nei suoi primi anni di carriera.
Lì, conobbe l'attrice Edna Flugrath con la quale iniziò una relazione. Lasciata l'Edison, Shaw si trasferì a lavorare come regista in Inghilterra, seguito da Flugrath. I due si sposarono nel 1917 in Sudafrica dove, per la African Film Productions, girò De Voortrekkers. Ritornato con la moglie negli Stati Uniti, Shaw diventò segretario della Motion Picture Directors Association.
Morì nel 1926 a Los Angeles in seguito a un grave incidente automobilistico all'età di 48 anni.

## Filmografia
La filmografia - basata su IMDb - è completa.

### Regista
- The Governor – cortometraggio (1912)
- Hearts and Diamonds – cortometraggio (1912)
- The Grandfather – cortometraggio (1912)
- Mary in Stage Land – cortometraggio (1912)
- The Girl from the Country – cortometraggio (1912)
- A Fresh Air Romance – cortometraggio (1912)
- At the Masquerade Ball – cortometraggio (1912)
- The Land Beyond the Sunset – cortometraggio (1912)
- The New Member of the Life Saving Crew – cortometraggio (1912)
- Romance of the Rails – cortometraggio (1912)
- The Old Reporter – cortometraggio (1912)
- The Third Thanksgiving – cortometraggio (1912)
- On Donovan's Division – cortometraggio (1912)
- A Christmas Accident – cortometraggio (1912)
- The Crime of Carelessness – cortometraggio (1912)
- For Her – cortometraggio (1912)
- The New Day's Dawn – cortometraggio (1913)
- At Bear Track Gulch – cortometraggio (1913)
- A Perilous Cargo – cortometraggio (1913)
- The Phantom Ship – cortometraggio (1913)
- The Cub – cortometraggio (1913)
- The Old Melody – cortometraggio (1913)
- The House of Temperley – cortometraggio (1913)
- The Bosun's Mate – cortometraggio (1914)
- Lawyer Quince – cortometraggio (1914)
- Her Children – cortometraggio (1914)
- Beauty and the Barge – cortometraggio (1914)
- The Ring and the Rajah – cortometraggio (1914)
- Duty – cortometraggio (1914)
- Branscombe's Pal – cortometraggio (1914)
- Clancarty – cortometraggio (1914)
- England's Menace – cortometraggio (1914)
- Child o' My Heart – cortometraggio (1914)
- Trilby (1914)
- Bootle's Baby (1914)
- For the Empire – cortometraggio (1914)
- Two Little Britons – cortometraggio (1914)
- Two Little Ambitions – cortometraggio (1914)
- The King's Minister – cortometraggio (1914)
- V.C. – cortometraggio (1914)
- A Christmas Carol – cortometraggio (1914)
- The Two Columbines – cortometraggio (1914)
- The Incomparable Bellairs (1914)
- Liberty Hall (1914)
- Lil o' London – cortometraggio (1914)
- Brother Officers (1915)
- The Ashes of Revenge (1915)
- A Garrett in Bohemia – cortometraggio (1915)
- The Heart of a Child (1915)
- The Derby Winner (1915)
- The Third Generation (1915)
- Mr. Lyndon at Liberty (1915)
- The Heart of Sister Ann (1915)
- The Firm of Girdlestone (1915)
- You – cortometraggio (1916)
- Me and Me Moke (1916)
- The Last Challenge – cortometraggio (1916)
- De Voortrekkers (1916)
- The Two Roads (1916)
- The Rose of Rhodesia (1918)
- Thoroughbreds All (1919)
- True Tilda (1920)
- The Pursuit of Pamela (1920)
- London Pride (1920)
- The Land of Mystery, co-regia di Basil Thompson (1920)
- Kipps (1921)
- The Woman of His Dream (1921)
- A Dear Fool (1921)
- General John Regan (1921)
- False Evidence (1922)
- The Wheels of Chance (1922)
- Love and a Whirlwind, co-regia di Duncan McRae (1922)
- Rouged Lips (1923)
- Held to Answer (1923)
- A Fool's Awakening (1924)

### Attore
- Lochinvar, regia di James Searle Dawley – cortometraggio (1909)
- A Rose of the Tenderloin, regia di J. Searle Dawley – cortometraggio (1909)
- Michael Strogoff, regia di J. Searle Dawley – cortometraggio (1910)
- The Attack on the Mill, regia di Edwin S. Porter – cortometraggio (1910)
- The Child and the Tramp, regia di Bannister Merwin – cortometraggio (1911)
- The Niece and the Chorus Lady – cortometraggio (1911)
- Bob and Rowdy – cortometraggio (1911)
- Sir George and the Heiress – cortometraggio (1911)
- The Modern Dianas – cortometraggio (1911)
- The Three Musketeers: Part 1
- The Three Musketeers: Part 2
- Mary's Masquerade, regia di Bannister Merwin – cortometraggio (1911)
- The Death of Nathan Hale – cortometraggio (1911)
- Foul Play, regia di Oscar Apfel – cortometraggio (1911)
- How Mrs. Murray Saved the American Army, regia di J. Searle Dawley – cortometraggio (1911)
- Her Wedding Ring, regia di Bannister Merwin – cortometraggio (1911)
- A Conspiracy Against the King, regia di James Searle Dawley – cortometraggio (1911)
- The Kid from the Klondike – cortometraggio (1911)
- The Reform Candidate – cortometraggio (1911)
- A Modern Cinderella, regia di James Searle Dawley – cortometraggio (1911)
- The Black Arrow, regia di Oscar Apfel – cortometraggio (1911)
- Home, regia di Oscar Apfel – cortometraggio (1911)
- The Lure of the City, regia di Ashley Miller – cortometraggio (1911)
- The Awakening of John Bond, regia di Oscar C. Apfel e Charles Brabin – cortometraggio (1911)
- Santa Claus and the Clubman, regia di Ashley Miller – cortometraggio 1912)
- Freezing Auntie – cortometraggio (1912)
- Thirty Days at Hard Labor, regia di Oscar Apfel – cortometraggio (1912)
- A Question of Seconds – cortometraggio (1912)
- The Bachelor's Waterloo, regia di C.J. Williams – cortometraggio (1912)
- The Jewels – cortometraggio (1912)
- Mother and Daughters – cortometraggio (1912)
- The Corsican Brothers, regia di Oscar Apfel e James Searle Dawley – cortometraggio (1912)
- The Nurse, regia di Bannister Merwin – cortometraggio (1912)
- Tony's Oath of Vengeance, regia di Oscar Apfel – cortometraggio (1912)
- The Heir Apparent, regia di Oscar Apfel – cortometraggio (1912)
- The Patent Housekeeper – cortometraggio (1912)
- For the Commonwealth – cortometraggio (1912)
- Her Face – cortometraggio (1912)
- How Washington Crossed the Delaware, regia di Oscar Apfel – cortometraggio (1912)
- The Mine on the Yukon – cortometraggio (1912)
- The Boss of Lumber Camp Number Four, regia di Oscar Apfel – cortometraggio (1912)
- The Guilty Party, regia di Oscar Apfel – cortometraggio (1912)
- The Bank President's Son, regia di Oscar Apfel – cortometraggio (1912)
- The Convict's Parole, regia di Edwin S. Porter – cortometraggio (1912)
- A Romance of the Ice Fields, regia di Oscar Apfel – cortometraggio (1912)
- Jim's Wife – cortometraggio (1912)
- The Man Who Made Good, regia di J. Searle Dawley – cortometraggio (1912)
- Martin Chuzzlewit, regia di Oscar Apfel e James Searle Dawley – cortometraggio (1912)
- A Man in the Making, regia di Ashley Miller – cortometraggio (1911)
- Master and Pupil, regia di James Searle Dawley – cortometraggio (1912)
- What Happened to Mary?, regia di Charles Brabin - serial (1913)
- The Affair at Raynor's, regia di Charles J. Brabin – cortometraggio (1912)
- The Wop – cortometraggio (1913)
- Who Will Marry Mary?, regia di Walter Edwin - serial (1913)
- The Stolen Love – cortometraggio (1913)
- The Call of the Drum, regia di Harold Weston – cortometraggio (1914)

### Sceneggiatore
- The Cub, regia di Harold M. Shaw – cortometraggio (1913)
- Two Little Britons, regia di Harold M. Shaw – cortometraggio (1914)
- Two Little Ambitions, regia di Harold M. Shaw – cortometraggio (1914)
- A Christmas Carol, regia di Harold M. Shaw – cortometraggio (1914)
- The Two Columbines, regia di Harold M. Shaw – cortometraggio (1914)
- De Voortrekkers, regia di Harold M. Shaw – cortometraggio (1916)
- Thoroughbreds All, regia di Harold M. Shaw – cortometraggio (1919)

### Produttore
- The Rose of Rhodesia, regia di Harold M. Shaw (1918)